# 怒れ兄弟!
『怒れ兄弟!』（おこれきょうだい）は、1979年（昭和54年）10月11日から1980年（昭和55年）3月27日までよみうりテレビ（制作）・日本テレビ系で放映された刑事ドラマ。全24話。

## 概要
兄の大浜正樹は城北署の刑事課主任にして敏腕刑事。弟の大浜富矢はルポライターで、週刊誌「プレイメイト」の編集長・榊原真弓に叩かれ絞られながら取材活動の日々を送る。そんな兄弟が異なるそれぞれの立場と視点から、あらゆる難事件に挑むその活躍を描く。

## キャスト
- 大浜正樹：近藤正臣
- 大浜富矢：国広富之
愛称・トミー。大阪生まれ。某私立大学文学部を7年かかって卒業。背広を持たない。趣味はギター、三味線。移動の手段にはミニバイクを使用[2]。
- 榊原真弓：和田アキ子
- ゆかり：池上季実子
- のり子：田坂都
- 小川亜佐美
- 山崎刑事：谷啓
- 林刑事：小林稔侍
- 吉田刑事：山本紀彦
- 長谷川：草間正吾
- 富矢の同僚：高峰圭二

## スタッフ
- 脚本：サブタイトル参照
- 監督：サブタイトル参照
- 音楽：後藤次利
- オープニングテーマ：後藤次利BAND『怒れ兄弟!』
- 制作：よみうりテレビ

## サブタイトル
| 各話   | 放送日         | サブタイトル                | 脚本            | 監督     | ゲスト                                    |
| ------ | -------------- | --------------------------- | --------------- | -------- | ----------------------------------------- |
| 第1話  | 1979年10月11日 | サーカス誘拐事件            | 下飯坂菊馬      | 井上昭   | サーカス、小坂一也、 茅島成美、大野木克志 |
| 第2話  | 1979年10月18日 | 兄弟誘拐事件                | 長野洋          | 柴田敏行 | 水島美奈子、樋浦勉                        |
| 第3話  | 1979年10月25日 | 五木の子守唄殺人事件        | 泊里仁美        | 高橋勝   | 根岸明美、小松方正、谷川みゆき            |
| 第4話  | 1979年11月1日  | ブルートレイン殺人事件      | 大川久男        | 柴田敏行 | 木村理恵、西沢利明                        |
| 第5話  | 1979年11月8日  | 裏口入学殺人事件            | 加瀬高之        | 柴田敏行 | 根上淳、船戸順、赤座美代子、高野浩幸      |
| 第6話  | 1979年11月15日 | ニトロ爆発監禁事件          | 胡桃哲          | 高橋勝   | 成瀬正、伊豆肇、横山リエ                  |
| 第7話  | 1979年11月22日 | 純愛殺人事件                | 高際和雄        | 井上昭   | 片平なぎさ、内田喜郎                      |
| 第8話  | 1979年11月29日 | 偽りの夢を捨てろ!           | 中野顕彰        | 柴田敏行 | 太田裕美、北詰優基                        |
| 第9話  | 1979年12月6日  | コンピューター仕掛人を追え! | 胡桃哲          | 高橋勝   | 志賀勝、鶴間エリ                          |
| 第10話 | 1979年12月13日 | ガラスの絆を断て            | 加瀬高之        | 柴田敏行 | 白木万理、武岡淳一、栗田洋子              |
| 第11話 | 1979年12月20日 | 蝶の家の秘密をあばけ        | 杉江慧子        | 柴田敏行 | 加藤武、永島暎子、伊達三郎、鰐石鈴子      |
| 第12話 | 1979年12月27日 | スキャンダルという名の女    | 高際和雄        | 井上昭   | 蟹江敬三、二木てるみ、若原瞳              |
| 第13話 | 1980年1月10日  | 湯の町の女を探せ!           | 高際和雄        | 高橋勝   | 音無美紀子、若杉透                        |
| 第14話 | 1980年1月17日  | 時効・15年目の逃亡          | 中村努          | 井上昭   | 河原崎建三、范文雀                        |
| 第15話 | 1980年1月24日  | 美しき目撃者を追え!         | 泊里仁美        | 柴田敏行 | 竹井みどり、草野大悟                      |
| 第16話 | 1980年1月31日  | 小さな逃亡者誘拐事件        | 胡桃哲          | 高橋勝   | 長谷川哲夫、菊地優子、倉沢満夫            |
| 第17話 | 1980年2月7日   | はぐれサギ師と刑事          | 長野洋          | 柴田敏行 | 加藤武、笑福亭仁鶴                        |
| 第18話 | 1980年2月14日  | 消えたブロンズ              | 下飯坂菊馬      | 柴田敏行 | 西岡徳馬、山本由香利、福崎和宏            |
| 第19話 | 1980年2月21日  | ああ、富矢の結婚!?          | 石松愛弘        | 柴田敏行 | 風吹ジュン                                |
| 第20話 | 1980年2月28日  | パンティーとダイナマイト    | 蓬莱泰三        | 柴田敏行 | 野村昭子                                  |
| 第21話 | 1980年3月6日   | シンデレラの罠              | 鴨井達比古      | 高橋勝   | 白石奈緒美                                |
| 第22話 | 1980年3月13日  | 愛していると言ってくれ      | 高際和雄        | 角田昇   | 結城しのぶ、頭師佳孝                      |
| 第23話 | 1980年3月20日  | 復讐のサラ金ジャック        | 下飯坂菊馬      | 柴田敏行 | 安部徹、水原麻記、野瀬哲男                |
| 最終話 | 1980年3月27日  | 富矢、暁に死す!             | 中野顕彰 胡桃哲 | 高橋勝   | 五十嵐淳子、山本麟一                      |

## 主題曲

### 収録曲
| 全作曲・編曲: 後藤次利。 |               |      |            |      |
| #                        | タイトル      | 作詞 | 作曲・編曲 | 時間 |
| 1.                       | 「怒れ兄弟!」 |      | 後藤次利   | 3:46 |
| 2.                       | 「1999」      |      | 後藤次利   | 4:06 |
| 合計時間:                | 合計時間:     | 7:52 |            |      |

### 参加ミュージシャン
キーボードを担当した田代マキ以外のメンバーは、オーディションによって選出された。
後藤次利BAND
- 後藤次利 : Eb
- 大槻敬之 : Eg
- 滝本季延 : Dr
- 西本明 : Key.
- 田代マキ : Key.